# ایدلیک تپه
ایدلیک تپه مربوط به دوره اشکانیان است و در شهرستان میانه، بخش مرکزی، دهستان کله بوز غربی، ۱ کم غرب روسای سمکلو واقع شده و این اثر در تاریخ ۲۸ اسفند ۱۳۸۵ با شمارهٔ ثبت ۱۸۹۰۷ به‌عنوان یکی از آثار ملی ایران به ثبت رسیده است.